# Tiso
Tiso is een geslacht van spinnen uit de familie hangmatspinnen (Linyphiidae).

## Soorten
De volgende soorten zijn bij het geslacht ingedeeld:
- Tiso aestivus (L. Koch, 1872)
- Tiso biceps Gao, Zhu & Gao, 1993
- Tiso camillus Tanasevitch, 1990
- Tiso golovatchi Tanasevitch, 2006
- Tiso incisus Tanasevitch, 2011
- Tiso indianus Tanasevitch, 2011
- Tiso megalops Caporiacco, 1935
- Tiso strandi Kolosváry, 1934
- Tiso vagans (Blackwall, 1834)